# Jonatan Bjurö
Jonatan Bjurö, född 3 januari 1991 i Helsingborg, är en svensk ishockeymålvakt som spelar för IK Pantern i Hockeyallsvenskan. Hans moderklubb är Jonstorps IF.